# Massakren i Sabra og Shatila
Massakren i Sabra og Shatila er betegnelsen på en massakre udført i september 1982 af kristne falangister ledet af den libanesiske militsleder Elie Hobeika. Sabra var en forstad i Vest-Beirut befolket af palæstinensiske flygtninge, mens Shatila var en palæstinensisk flygtningelejr etableret i 1949. I folkemunde var områderne kendt under navnet Sabra & Shatila. Massakren i Sabra og Shatila kostede mellem 700 og 3.500 mennesker livet.
Massakren fandt sted under den libanesiske borgerkrig, efter at Israel havde besat hele det sydlige Libanon, og var rykket helt op til Beirut. Kristne militser rykkede med den israelske forsvarsminister Ariel Sharons billigelse ind i Sabra og Shatila. Her voldtog og massakrerede militserne i 40 timer palæstinensiske kvinder, børn og ikke våben-føre mænd – antallet af dræbte er aldrig fastslået men menes til at ligge et sted mellem 800 og 3.500 mennesker. De israelske styrker befandt sig hele tiden blot 200 meter fra lejrene og så passivt til.
En israelsk undersøgelseskommission kulegravede massakren. Den konkluderede, at Ariel Sharon burde have forudset, hvad der ville ske, når de kristne falangister fik adgang til lejrene. Kommissionen under ledelse af Kahane fandt, at Sharon var "indirekte medansvarlig" for uhyrlighederne og krævede ham afsat. I Israel medførte massakrerne et ramaskrig, men Sharon nægtede at gå. Den 14. februar 1983 vedtog Knesset at fritage forsvarsminister Ariel Sharon for sine ministerforpligtelser.
Hele sagen var ifølge daværende premierminister Menachem Begins søn, Benny Begin – i dag selv et fremtrædende medlem af partiet Likud – direkte årsag til, at Menachem Begin i 1984 overraskende trådte tilbage og tilbragte resten af livet i tilbagetrukkethed og dyb depression.
Fiktion baseret på hændelsen
- Ungdomsromanen Allahs Riddere, af Torben Poulsen er delvist baseret på hændelserne i Shatila.
- Animationsfilmen Waltz with Bashir skildrer massakren.